# Daniel Rutherford
Pour les articles homonymes, voir Rutherford.
Ne pas confondre avec le mathématicien britannique Daniel Edwin Rutherford (1906-1966).
Daniel Rutherford (3 novembre 1749 à Édimbourg - 15 novembre 1819 à Édimbourg) est un médecin, chimiste et botaniste britannique, né et mort à Édimbourg. Il mit en évidence la présence de l'azote dans l'air en 1772.
Il ne faut pas le confondre avec Ernest Rutherford, père de la physique nucléaire.

## Biographie
Fils de John Rutherford (en) (1695–1779) et d'Anne Mackay, Daniel Rutherford s'inscrivit à l'âge de 16 ans au lycée que James Mundell dirigeait sur la butte de West Bow, puis il étudia la médecine sous la direction de William Cullen et de Joseph Black à l'Université d'Édimbourg, et soutint sa thèse de doctorat (MD) en 1772. De 1775 à 1786, il exerçait la médecine à Édimbourg.
En 1783 il fut l'un des membres fondateurs de la Royal Society of Edinburgh, présida la Société Harvey de Londres (1787). En 1786 il épousa Harriet Mitchelson de Middleton. À l'époque il habitait Hyndford Close le long du Royal Mile ; vers 1805 il déménagea dans sa nouvelle maison au 20 Picardy Place, au sommet de Leith Walk, et y passa le reste de sa vie. Les eaux de puits de l'endroit étaient infectes, et le savant y était perpétuellement affecté de diarrhée.
Il enseigna la botanique à l'Université d'Édimbourg, fut le 5e intendant des Jardins Botaniques Royaux d’Édimbourg de 1786 à 1819, et présida le Royal College of Physicians of Edinburgh de 1796 à 1798.

## Séparation de l'azote
Joseph Black, en étudiant les propriétés du gaz carbonique, avait remarqué qu'une bougie s'y éteignait. Black soumit ce problème à son étudiant, Rutherford. Ce dernier plaça une souris dans un bocal où le volume d'air était confiné, jusqu'à ce qu'elle meure ; puis il alluma une chandelle dans ce bocal jusqu'à ce qu'elle s'éteigne ; enfin, il y consuma du phosphore. Il connecta le bocal à un tube pour faire barboter le gaz restant dans une solution d'hydroxyde de calcium, où le gaz carbonique seul était piégé : les bulles de gaz non-fixées étaient récupérées dans un autre bocal. Dans cette deuxième enceinte, nulle combustion n'était possible, et une souris y mourait asphyxiée,.
Rutherford appela ce gaz (essentiellement formé de ce que nous appelons aujourd'hui de l'azote) "noxious air" ou "air phlogistiqué". Rutherford fit un compte-rendu de cette expérience en 1772. Partisan, comme son maître Black, de la théorie du phlogistique, il commenta ses résultats dans ce cadre.